# Jurij Cicinov
Jurij Aleksandrovič Cicinov (rusko Юрий Александрович Цицинов), ruski hokejist, * 24. avgust 1937, Moskva, Rusija, † 1994.
Cicinov je v sovjetski oziroma ruski ligi igral za kluba Krila Sovjetov in Lokomotiv Moskva, skupno je nastopil na 170-ih prvenstvenih tekmah, na katerih je dosegel 120 golov. Za sovjetsko reprezentanco je nastopil na enih olimpijskih igrah, ki so štele tudi za svetovno prvenstvo, in na katerih je osvojil bronasto medaljo. Za reprezentanco je na enajstih tekmah dosegel deset golov, od tega je na olimpijskih igrah na sedmih tekmah dosegel pet golov in štiri podaje.

## Pregled kariere
Odebeljeno - reprezentančni nastopi, glej tudi Statistika pri hokeju na ledu.
| Moštvo          | Liga            | Sezona |    | Redni del | Redni del | Redni del | Redni del | Redni del | Redni del |   | Končnica | Končnica | Končnica | Končnica | Končnica | Končnica |
| --------------- | --------------- | ------ | -- | --------- | --------- | --------- | --------- | --------- | --------- | - | -------- | -------- | -------- | -------- | -------- | -------- |
| Moštvo          | Liga            | Sezona | OT | G         | P         | T         | +/-       | KM        | OT        | G | P        | T        | +/-      | KM       |          |          |
| Sovjetska zveza | Olimpijske igre | 60     |    | 7         | 5         | 4         | 9         |           | 4         |   |          |          |          |          |          |          |
| Skupaj          |                 |        |    | 7         | 5         | 4         | 9         |           | 4         |   |          |          |          |          |          |          |